# Henri-Georges Clouzot
Henri-Georges Clouzot (ur. 20 listopada 1907 w Niort, zm. 12 stycznia 1977 w Paryżu) – francuski reżyser, scenarzysta i producent filmowy. Specjalista od kryminałów, nazywany „francuskim Hitchcockiem”. Do historii kina przeszły jego dreszczowce Cena strachu (1953) i Widmo (1955), zaliczane przez krytyków do najważniejszych filmów lat 50. XX wieku Tworzył również filmy dokumentalne, m.in. Tajemnicę Picassa (1956), będącą hołdem dla twórczości hiszpańskiego artysty i uznaną przez francuski rząd za skarb narodowy.

## Życiorys

### Młodość
Henri-Georges Clouzot urodził się w Niort w rodzinie klasy średniej jako pierwsze z trójki dzieci Suzanne Clouzot i Georges’a Clouzota, właściciela księgarni. Henri-Georges ujawnił swój talent pisząc sztuki oraz grając fortepianowe recitale. Jego ojciec przez bankructwo w 1922 był zmuszony sprzedać rodzinną księgarnię i przenieść się z żoną i z dziećmi do Brestu. Tam Georges pracował jako licytator. W Brest Henri-Georges uczęszczał do szkoły marynarki wojennej, lecz został z niej wydalony przez wadę wzroku – cierpiał na krótkowzroczność. W wieku 18 lat przeniósł się do Paryża, by studiować politologię. Tam zaprzyjaźnił się z kilkoma redaktorami tamtejszych czasopism. Jego pisarski talent doprowadził go do kina i teatru, gdzie tworzył jako dramaturg, liryk i scenarzysta-adaptor. Dzięki wysokiej jakości swoich prac został zatrudniony przez producenta Adolphe Osso i oddelegowany do niemieckiego studia Babelsberg, gdzie miał tłumaczyć scenariusze filmów zagranicznych na język francuski.

### Kariera scenarzysty
W latach 30. Clouzot pracował pisząc oraz tłumacząc scenariusze, dialogi i słowa piosenek do ponad dwudziestu filmów. W Berlinie poznał dzieła ekspresjonistów Fritza Langa i F.W. Murnaua, które miały duży wpływ ma jego późniejszą twórczość (w szczególności technika chiaroscuro). W 1931 stworzył swój pierwszy film krótkometrażowy – La Terreur des Batignolles, przy scenariuszu Jacques’a de Baroncellego. Była to 15-minutowa komedia z trzema aktorami. Clouzot był obserwatorem kilku parad na cześć Adolfa Hitlera i był zszokowany tym jak nieświadoma tego co dzieje się w Niemczech jest Francja. W 1934 został zwolniony z Universum Film AG za współpracę z żydowskimi producentami, takimi jak Adolphe Osso i Pierre Lazareffe.
W 1935 u Clouzota zdiagnozowano gruźlicę, co zmusiło go do spędzenia prawie pięciu lat w sanatoriach we Francji i Szwajcarii. Będąc przykutym do łóżka, Clouzot nieprzerwanie czytał i studiował technikę tworzenia opowiadań, by dopracować swoje scenariusze. W okresie choroby otrzymywał wsparcie finansowe i psychiczne od rodziny i przyjaciół. Gdy opuścił sanatorium i powrócił do Paryża, trwała już II wojna światowa, która miała ogromny wpływ na francuską kinematografię, ponieważ wielu producentów w obawie przed nazizmem ratowało się ucieczką z kraju.
Problemy zdrowotne uchroniły Clouzota przed służbą w wojsku. W 1939 poznał Pierre’a Fresnaya, już wtedy znanego i cenionego we Francji aktora. Napisał dla niego scenariusz do Le Duel, reżyserskiego debiutu Fresnaya, jak i dwie sztuki: On prend les mêmes zagraną w grudniu 1940 oraz Comédie en trois actes zagraną w 1942. Pomimo pisania sztuk i scenariuszy, problemy finansowe Clouzota były na tyle duże, że uciekał się do próby sprzedaży swojego tekstu francuskiej piosenkarce Édith Piaf, która odmówiła jego zakupu. W efekcie inwazji Francji przez III Rzeszę i jej okupacji, w październiku 1940 na terenie Francji powstała sterowana przez niemiecki rząd wytwórnia filmowa Continental Films. Alfred Greven, dyrektor wytwórni, który poznał Clouzota w Berlinie, zaoferował mu pracę nad adaptacją powieści Stanislasa-André Steemana. Clouzot nie czuł się dobrze pracując dla Niemców, ale w wyniku desperackiej potrzeby zarobku nie mógł odmówić Grevenowi. Pierwszym filmem stworzonym dla Continental Films była adaptacja kryminału Six hommes mort. Dzięki sugestiom aktorki Suzy Delair Clouzot zmienił tytuł filmu na Le Dernier des six, pozwalając jej również wybrać imię bohaterki, którą miała zagrać.

### Wczesna praca reżyserska
Po sukcesie Le Dernier de six Clouzot został szefem działu scenariopisarstwa w wytwórni filmowej Continental. Rozpoczął pracę nad Morderca mieszka pod 21, swoją drugą adaptacją Steemana, jednocześnie odpowiadając za jej reżyserię. W filmie wystąpili Fresnay i Delair, którzy odegrali te same role co w Le Dernier de six. Produkcja, której premiera przypadła na 1942, otrzymała pozytywne oceny od krytyków filmowych i widowni. Kolejnym obrazem Clouzota był Kruk oparty na wydarzeniach z małego francuskiego miasta z 1922 o rozsyłanych listach z pogróżkami autorstwa osoby podpisującej się jako tytułowy Kruk (fr. Le Corbeau). Alfred Grevin był przeciwny jego produkcji, argumentując to zbyt niebezpiecznym głównym wątkiem filmu. Produkcja była wielkim sukcesem we Francji, z widownią blisko 250 tysięcy w ciągu kilku miesięcy po jej premierze. Pomimo tego Kruk wywołał kontrowersje ze strony prawicowego rządu Vichy, lewicowej prasy ruchu oporu i Kościoła katolickiego. Kościół uważał film za „bolesny i ciężki, stale chorobliwy w swej złożoności”. Prasa Vichy nazwała go antytezą ideologii Révolution nationale (pol. rewolucja narodowa) i żądała zakazu jego emisji ze względu na jego niemoralne wartości. Prasa antyfaszystowskiego oporu uznała Kruka za nazistowską propagandę z powodu ukazywania negatywnego wizerunku francuskiej ludności. Dwa dni przed premierą Kruka wytwórnia Continental zwolniła Clouzota.
Po wyzwoleniu Francji Clouzot wraz z kilkoma innymi reżyserami został oskarżony i osądzony za kolaborację z nazistami. Wyrokiem był dożywotni zakaz jakiegokolwiek udziału w tworzeniu filmu. Reżyser otrzymywał listowne wsparcie od niezgadzających się z wyrokiem sądowym twórców filmowych i aktorów Jeana Cocteau, René Clair, Marcela Carné oraz Jean-Paula Sartre. Później wyrok został skrócony do dwóch lat. Podczas dwuletniego zakazu Clouzot współpracował z Jean-Paulem Sartre, który był jednym z pierwszych ludzi broniących Kruka.

### Powrót do twórczości filmowej i uznanie
Po zniesieniu zakazu Clouzot odzyskał reputację i popularność we Francji dzięki takim filmom jak Kto zabił? z 1947 i Manon z 1949. Do stworzenia Kto zabił? Clouzot poprosił Stanislasa-André Steemana o kopię powieści Légitime défense, na której film miał być oparty, chociaż pisanie scenariusza rozpoczął jeszcze przed jej otrzymaniem. Film zgromadził 5,5-milionową widownię we francuskich kinach w 1947, plasując się na czwartym miejscu listy najbardziej popularnych filmów roku. W Manon Clouzot chciał zatrudnić nieznanych aktorów. Aktorkę do roli głównej znalazł w szkole, wybierając Cécile Aubry po obejrzeniu ponad 700 kandydatek. Obraz obejrzało 3,4 miliona widzów we Francji; zdobył również Złotego Lwa na 10. MFF w Wenecji. 
Clouzot wyreżyserował i napisał scenariusz do krótkometrażowego filmu Le Retour de Jean będący jednym z rozdziałów antologii Powrót do życia. Inspiracją dla Clouzota do stworzenia Le Retour de Jean był jego pobyt w Niemczech, gdzie krótko mieszkał w latach 30. Główną rolę w filmie zagrał Louis Jouvet wcielający się w ocalałego jeńca obozu koncentracyjnego, który przesłuchuje i torturuje znalezionego w hotelu rannego nazistowskiego zbrodniarza wojennego. Kolejnym filmem Francuza była komedia Miquette et Sa Mère, która okazała się finansową porażką. Podczas produkcji reżyser poznał Vérę Gibson-Amado, którą poślubił 15 stycznia 1950. Na miesiąc miodowy para wybrała się do Brazylii, ojczyzny Véry. Clouzot do Ameryki Południowej zabrał ze sobą ekipę filmową, chcąc tam po raz pierwszy w swojej karierze wyreżyserować film dokumentalny. Brazylijski rząd był nieprzychylny temu pomysłowi, ponieważ francuski reżyser częściej skupiał obiektyw kamery na mieszkańcach faweli i ich biedzie niż na malowniczych częściach kraju. Filmu nigdy nie ukończono z powodu dużych kosztów produkcji. Zafascynowany regionem Clouzot opisał swoją podróż w książce Le cheval des dieux.

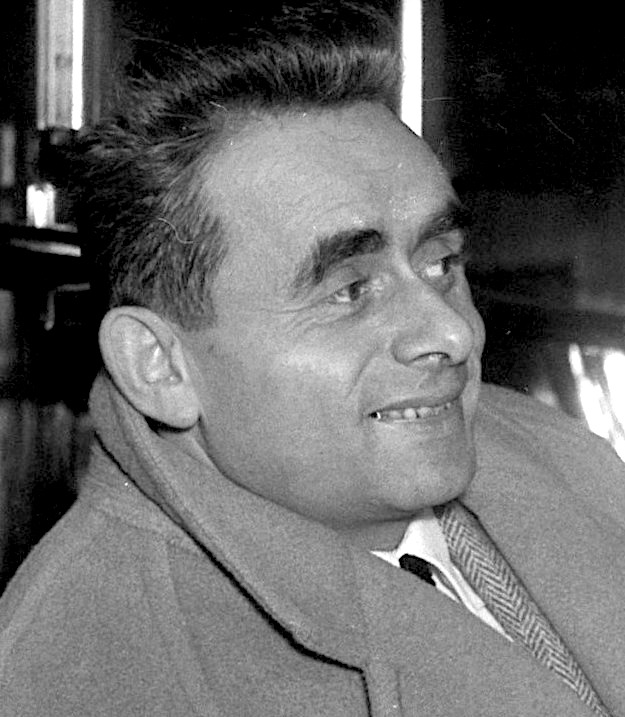
Clouzot w 1953

Po powrocie do ojczyzny Clouzotowi dostarczono tekst napisany przez Georges’a Arnauda, żyjącego w Ameryce Południowej emigranta, który opisywał swoje własne doświadczenia. Reżyser zapragnął nakręcić film na ich podstawie. Do pisania scenariusza do Ceny strachu przystąpił ze swoim bratem Jeanem Clouzotem, który będzie współpracował z Henri-Georges’em przy każdym z kolejnych jego filmów pod pseudonimem Jérôme Geronimi. Produkcja Ceny strachu trwała od 1951 do 1952. W celu uzyskania niezależności Clouzot stworzył własną wytwórnię filmową, którą nazwał Véra Films na cześć swojej żony. Jedyną żeńską rolę w filmie Clouzot stworzył również z myślą o niej. Postać, w którą wcieliła się Véra, nie występowała w pierwowzorze. Cena strachu przedstawia południowoamerykańskie miasteczko, w którym grupa zdesperowanych mężczyzn w zamian za wysokie wynagrodzenie przystaje na propozycję dowiezienia wrażliwego na wstrząsy ładunku nitrogliceryny do położonego na górskim odludziu pola naftowego. Cena strachu była drugim co do popularności filmem we Francji w 1953, obejrzanym przez blisko 7 milionów widzów. Zdobyła główną nagrodę dla najlepszego filmu (obecnie nazywaną Złotą Palmą) oraz nagrodę dla najlepszego aktora (Charles Vanel) na 6. MFF w Cannes.
Kolejnym dziełem francuskiego reżysera był dreszczowiec Widmo z 1955. Scenariusz do filmu stworzył na podstawie niedawno przetłumaczonej powieści Ta, której już nie było autorstwa Pierre’a Boileau i Thomasa Narcejaca, kupując prawa do tej książki tuż przed Alfredem Hitchcockiem. Film zdobył nagrodę Stowarzyszenia Nowojorskich Krytyków Filmowych (NYFCC) dla najlepszego filmu nieanglojęzycznego oraz Nagrodę Louisa Delluca dla najlepszego filmu. Dzięki Cenie strachu i Widmu, w połowie lat 50. Clouzot zyskał międzynarodowe uznanie w oczach krytyków filmowych i widzów. Oba filmy były popularne w Stanach Zjednoczonych i we Francji; znalazły się wśród najlepszych dreszczowców dekady.
W 1955 wyreżyserował film dokumentalny Tajemnica Picassa, który przedstawia pracę artysty nad 15 różnymi dziełami, celowo zniszczonymi po zakończeniu produkcji. Clouzot i Picasso byli starymi znajomymi, poznali się gdy reżyser miał 14 lat. Tajemnica Picassa zdobyła Nagrodę Jury (Prix du Jury) na Festiwalu Filmowym w Cannes, ale we Francji okazała się finansową porażką, będąc obejrzaną przez zaledwie 37 tys. widzów w 1956. W 1982 film ten został uznany przez francuski rząd za skarb narodowy.
Kolejnym filmem Clouzota byli Szpiedzy z 1957. W produkcji wystąpili m.in. Véra Clouzot, Curd Jürgens, Sam Jaffe i Peter Ustinov. Był to również ostatni film, w którym wystąpiła Véra mająca problemy z sercem od czasu Widma. Film nie wszedł na ekrany amerykańskich kin, a we Francji był finansową porażką. Clouzot przyznał później, że był zadowolony tylko z dwóch trzecich filmu. Producent filmowy Raoul Lévy zasugerował Clouzotowi, by w jego następnym filmie w roli głównej obsadził francuską aktorkę Brigitte Bardot. W odpowiedzi reżyser napisał scenariusz do Prawdy. Później Bardot przyznała, że Prawda była jej ulubionym filmem spośród wszystkich, nad którymi pracowała. Film trafił na ekrany w 1960 i z 5,7 mln widzów był drugim co do popularności we Francji. Był też najbardziej dochodowym filmem w karierze Bardot i otrzymał nominację do Oscara dla najlepszego filmu nieanglojęzycznego.

### Życie prywatne

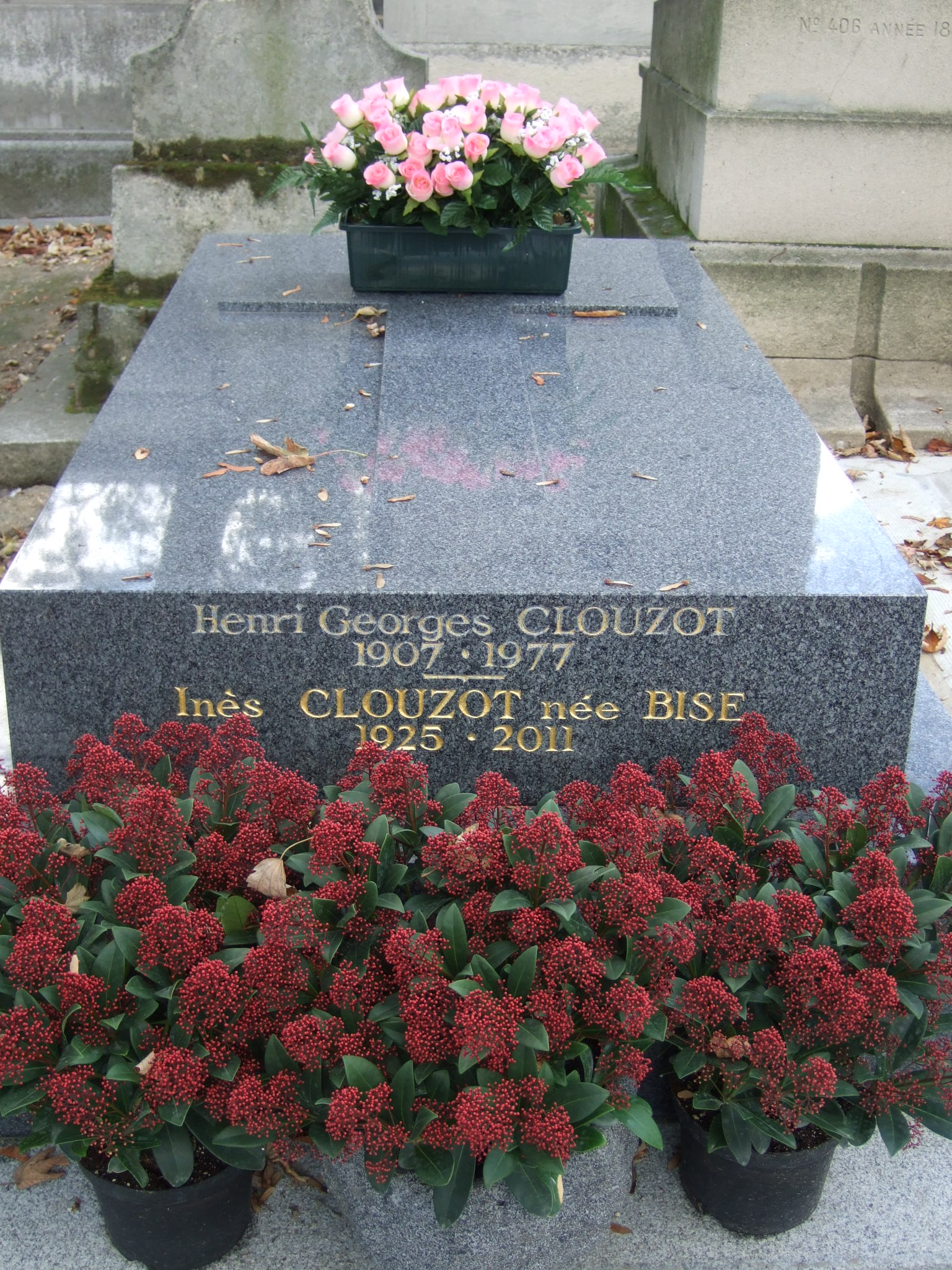
Grób Henriego-Georges’a Clouzota na cmentarzu Montmartre (2011)

Jego żoną w latach 1950–1960 była aktorka brazylijskiego pochodzenia Véra Clouzot (właśc. Véra Gibson-Amado). Zagrała w trzech filmach męża.

## Filmografia

### jako reżyser
- La terreur des batignolles (1931) – krótkometrażowy
- Caprice de princesse (1933), również scenariusz
- Château de rêve (1933), również scenariusz
- Tout pour l’amour (1933), również scenariusz
- Morderca mieszka pod 21 (1942), również scenariusz
- Kruk (1943), również scenariusz
- Kto zabił? (1947), również scenariusz
- Manon (1949), również scenariusz
- Retour à la vie, rozdział Le retour de Jean (1949)
- Le voyage en Brésil (1950) – nieukończony
- Miquette et sa mère (1950), również scenariusz
- Cena strachu (1953), również scenariusz
- Widmo (1955), również scenariusz
- Tajemnica Picassa (1956), również scenariusz – dokumentalny
- Szpiedzy (1957), również scenariusz
- Prawda (1960), również scenariusz
- L'enfer (1964) – nieukończony
- Grands chefs d'orchestre (Messa da Requiem von Giuseppe Verdi) (1967) – dokumentalny
- Uwięziona (1968), również scenariusz